# 維京船

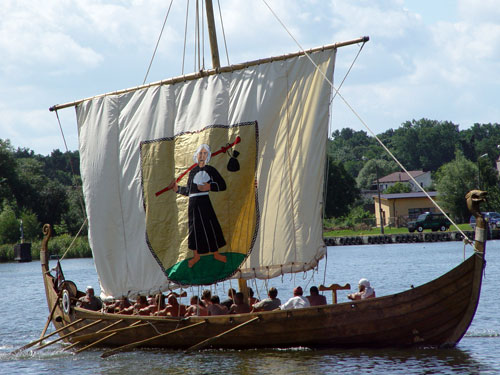

維京船一般被認為為北歐維京人的戰船，活躍於793年至1066年，但1958年的打撈中，發現維京船亦被用作商船，於斯堪的纳维亚從事海上貿易。維京船的船首以龍頭雕像作為標誌，船體十分修長，中間豎立一支巨型的桅杆，並掛有方型的風帆，长度为10米-30米，其平均排水量有50吨。由於維京船船身修長，因此吃水很淺，能夠駛入河道及淺灣，從而逃避軍艦的追捕。維京船作為維京人的重要象徵，經常被鑄在銀幣和徽章之上。